# Mömlingen
Mömlingen è un comune tedesco di 5 035 abitanti, situato nel land della Baviera.